# Teresa Mannino
Maria Teresa Mannino (Palermo, 23 novembre 1970) è una comica, attrice, conduttrice televisiva, autrice televisiva e teatrale italiana.
Divenuta famosa come comica e conduttrice nell'ambito del programma televisivo Zelig, nel corso della sua carriera ha scritto e condotto programmi radiofonici e televisivi, tra cui Se stasera sono qui su LA7, venendo candidata al Premio TV - Premio regia televisiva 2012 come rivelazione dell'anno. Come attrice ha recitato in film diretti da Luca Lucini, Carlo Vanzina e Paolo Costella. 
Teresa Mannino ha scritto e diretto le proprie tournée teatrali italiane, tra cui Sono nata il ventitré e Sento la Terra girare, terzo e nono spettacolo teatrale più visto delle rispettive stagioni secondo SIAE. Nel 2024 le è stato conferito il Premio Internazionale Speciale Flaiano per il teatro. 

## Biografia
Figlia di due medici, Enzo Mannino e Maria Cristina Avete, Maria Teresa Mannino è la terzogenita di una famiglia di Gibilrossa, frazione di Misilmeri in Provincia di Palermo. Dopo gli studi al liceo classico, consegue la laurea in filosofia all'Università degli Studi di Palermo. Dal 1998 al 2000 studia alla scuola europea di recitazione del Teatro Carcano di Milano, presso il quale partecipa a un corso di storia del teatro con Luigi Lunari.

### 1999-2009: Teatro,Zelige radio
Nel 1999 viene scritturata per una produzione di Lisistrata di Aristofane, e di Le piaton de laire di Eugène Ionesco per la regia di Silvio Pandolfi. Nel 2000 partecipa alla commedia Dio di Woody Allen per la regia di Valeria Di Pilato. Dal 2000 al 2001 recita in Quando il marito va a caccia di Georges Feydeau per la regia di Manuel Serantes. Nel 2002 recita, in Bernarda Alba di Federico García Lorca, sempre per la regia di Serantes.
Dopo vari corsi e tirocini teatrali, si scopre cabarettista nel locale milanese Zelig e successivamente al programma notturno Zelig Off nel 2004, ricoprendo il ruolo di conduttrice assieme a Federico Basso dal 2005 sino al 2011. Nell'estate 2006 approda a Rai Radio 2, conducendo assieme a Roberta Giordano il programma Altamarea, sancendo il primo progetto in collaborazione con la sceneggiatrice Sabrina Tinelli. Nella stagione televisiva 2007-2008 è presente nel cast di comici in prima serata con Zelig Circus.  Dopo aver partecipato a un episodio de Il Commissario Manara, tra il 2008 e il 2009 è la protagonista dello sceneggiato radiofonico Mi chiamano Bru su Radio 2, scritto dalla stessa Mannino con Tinelli e le scrittrici Barbara Garlaschelli e Nicoletta Vallorani. L'11 ottobre 2009 presenta lo speciale televisivo di Checco Zalone: Checco Zalone Show, dal Teatro Ariston di Sanremo. 

### 2010-2017:Terrybilmente divagante,Sono nata il ventitrée progetti televisivi

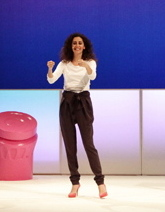
Teresa Mannino in Terrybilmente divagante (2012)

Nel 2010 torna a collaborare con Tinelli e con Sara Zambotti, sceneggiando e conducendo il programma radiofonico Isole (in)comprese per Rai Radio2 e viene scritturata nel cast del film A Natale mi sposo di Paolo Costella. Dal 2010 e al 2012 intraprende il primo tour teatrale in Italia con lo spettacolo Terrybilmente divagante, scritto dalla stessa Mannino con Giovanna Donini e Federico Basso, sotto la regia di Marco Rampoldi. Tra il 2011 e il 2012 recita nei film Ex - Amici come prima! e Buona giornata, entrambi diretti da Carlo Vanzina. Nel 2012 è candidata al Premio TV - Premio regia televisiva come personaggio rivelazione dell'anno. Tra settembre e ottobre 2012 conduce, su La7, il mercoledì sera, in prima serata, Se stasera sono qui. Dal 14 gennaio 2013 conduce la nuova edizione di Zelig Circus con Michele Foresta, subentrando a Claudio Bisio e Paola Cortellesi.  Dal 6 aprile dello stesso anno entra nel cast di Altrimenti ci arrabbiamo, show condotto da Milly Carlucci su Rai 1, dove ricopre il ruolo di giudice con Cristina Parodi e Ricky Tognazzi.
Nel 2014 torna alla conduzione di Zelig, per la settima puntata con Gerry Scotti. Nello stesso anno conduce il docufilm Andrea Camilleri - Il maestro senza regole, sotto la regia di Claudio Canepari e Paolo Santolini, intervistando Andrea Camilleri. Il programma è stato trasmesso nel 2016 su BBC Four nel Regno Unito con il titolo Montalbano and Me: Andrea Camilleri. Dal luglio 2015 al dicembre 2016 dirige e coscrive con Giovanna Donini Sono nata il ventitré, secondo tour teatrale di Mannino. Lo spettacolo è risultato essere il nono per numero di ingressi della stagione 2015 secondo i dati SIAE. Nel marzo del 2016, viene trasmesso, in prima serata su Rai 5, il suo spettacolo della tournée, registrato al Teatro Nuovo di Milano, all'interno del ciclo La scena è donna. Nel corso del 2016 prende parte alla seconda puntata della decima stagione de Il commissario Montalbano e torna nel cast di comici Zelig.

### 2018-presente:Sento la Terra girare,Il giaguaro mi guarda stortoe il ritorno in televisione
Dal gennaio 2018 al febbraio 2020 intraprende lo spettacolo Sento la Terra girare nei teatri italiani, scritto con Giovanna Donini. Lo spettacolo è risultato essere il nono per numero di ingressi della stagione 2018 secondo i dati SIAE. Nel 2019 recita nel film La notte è piccola per noi di Gianfrancesco Lazotti. Nel 2021 torna nel cast di Zelig dopo cinque anni dall'ultima apparizione, rimanendovi nelle successive edizioni. Nel 2022 scrive e dirige lo spettacolo Il giaguaro mi guarda storto, scritto con Donini e Maria Nadotti, in scena nei teatri italiani, proseguendo nelle stagioni teatrali del 2023 e 2024. Nel corso dello stesso anno è membro della giuria della Festa del Cinema di Roma, con Marisa Paredes e presieduta da Carlo Verdone. Nel 2023 è presente nel cast di Io e mio fratello, in cui interpreta la zia Tecla. Nel 2024 è stata co-conduttrice della terza serata della 74ª edizione del Festival di Sanremo. Nel giugno 2024 le viene conferito il Premio Flaiano Internazionale Speciale per il teatro. Nel febbraio 2025 il suo spettacolo Il giaguaro mi guarda storto viene trasmesso in prima serata sul Nove.

## Vita privata
Dopo un primo matrimonio, durato nove anni, Mannino ha iniziato una relazione con Andrea, un batterista che aveva conosciuto prima di sposarsi. Dal loro legame è nata una figlia, Giuditta, nel 2009. Dal 2014 ha una relazione con il produttore cinematografico Paolo Santolini.

## Filantropia
Attraverso lo spettacolo Sento la Terra girare ha espresso sostegno verso le politiche per diminuire l'impatto ambientale e lo spreco alimentare. Mannino si è inoltre esposta riguardo al divario retributivo di genere nel mondo dello spettacolo, appoggiando il movimento femminista.

## Filmografia

### Cinema
- Amore, bugie & calcetto, regia di Luca Lucini (2008)
- La fidanzata di papà, regia di Enrico Oldoini (2008)
- Meno male che ci sei, regia di Luis Prieto (2009)
- A Natale mi sposo, regia di Paolo Costella (2010)
- Ex - Amici come prima!, regia di Carlo Vanzina (2011)
- Buona giornata, regia di Carlo Vanzina (2012)
- La notte è piccola per noi, regia di Gianfrancesco Lazotti (2019)
- Io e mio fratello, regia di Luca Lucini (2023)

### Televisione
- Il commissario Manara, episodio 1x10 – serie TV (2009)
- Benvenuti a tavola - Nord vs Sud – serie TV (2012)
- Andrea Camilleri - Il maestro senza regole, regia di Claudio Canepari e Paolo Santolini – documentario TV (2014)
- Il commissario Montalbano, episodio La piramide di fango – serie TV (2016)

### Doppiaggio
- Zootropolis – voce di Fru Fru (2016)

## Televisione
- BravoGrazie (Rai 2, 2004)
- Zelig Off (Canale 5, 2004-2010; Italia 1, 2011)[42]
- Zelig (Canale 5, 2007-2008, 2013-2014, 2016, 2021-2022)
- Checco Zalone Show (Canale 5, 2009)
- Terrybilmente divagante (Rai 2, 2012)
- La partita del cuore (Rai 1, 2012)
- Se stasera sono qui (LA7, 2012)
- Altrimenti ci arrabbiamo (Rai 1, 2013) giurata
- Marco Paolini racconta (La EFFE, 2014)
- Sono nata il ventitré (Rai 5, 2016)
- Tutti a scuola (Rai 1, 2017)
- Sento la Terra girare (Nove, 2021)
- Festival di Sanremo 2024 (Rai 1, 2024)
- Cerimonia di presentazione dei candidati ai premi David di Donatello (Rai 1, 2024)
- Teresa Mannino - Il giaguaro mi guarda storto (Nove, 2025)

## Teatro
- Lisistrata di Aristofane, regia di Silvio Pandolfi (1999)
- Il pedone dell'aria di Eugène Ionesco, regia di Silvio Pandolfi (1999)
- Dio di Woody Allen, regia di Valeria Di Pilato (2000)
- Quando il marito va a caccia di Georges Feydeau, regia di Manuel Serantes (2000-2001)
- Bernarda Alba di Federico García Lorca, regia di Manuel Serantes (2002)
- Mamma che ridere! di Teresa Mannino (2010)
- Terrybilmente divagante di Teresa Mannino, Giovanna Donini e Federico Basso, regia di Marco Rampoldi (2010-2012)
- Sono nata il ventitré di Teresa Mannino e Giovanna Donini, regia di Teresa Mannino (2014-2017)
- Teresa Valery, scritto e diretto da Alberto Cavallotti, musiche di Alberto Maniaci (2017)
- Sento la Terra girare di Teresa Mannino e Giovanna Donini, regia di Teresa Mannino (2018-2020)
- Il giaguaro mi guarda storto di Teresa Mannino, Giovanna Donini e Maria Nadotti, regia di Teresa Mannino (2022-2024)

## Radio
- Altamarea (Rai Radio 2, 2006)
- Mi chiamano Bru (Rai Radio 2, 2008-2009)
- Isole (in)comprese (Rai Radio 2, 2010)
- Ultimo banco (Rai Radio 2, 2015)

## Pubblicità
- Amadori (2010-2011)
- 3 Italia (2010-2015)

## Riconoscimenti
Premio TV - Premio regia televisiva
- 2012 – Candidatura al personaggio rivelazione dell'anno

Premio Flaiano
- 2024 – Premio Flaiano Internazionale Speciale[43]